# Mairipotaba
Mairipotaba is een gemeente in de Braziliaanse deelstaat Goiás. De gemeente telt 2.811 inwoners (schatting 2009).